# África do Sul v. Israel
O processo instaurado pela África do Sul contra o Estado de Israel em 29 de dezembro de 2023, oficialmente conhecido como África do Sul v. Israel, alega que Israel cometeu, e está a cometer, genocídio contra os palestinos na Faixa de Gaza, em violação da Convenção para a Prevenção e a Repressão do Crime de Genocídio. A apresentação da África do Sul coloca as acusações no que descreve como o contexto mais amplo da conduta de Israel em relação aos palestinos, incluindo o que descreveu como um apartheid de 75 anos, uma ocupação beligerante de 56 anos e um bloqueio de 16 anos da Faixa de Gaza. O caso está a ser supervisionado pelo Tribunal Internacional de Justiça e a África do Sul solicitou que esta tomasse medidas provisórias de protecção.
O Ministério das Relações Exteriores de Israel descreveu a África do Sul como "funcionando como o braço jurídico" do Hamas, ao mesmo tempo que caracterizou o caso da África do Sul como baseado em "alegações falsas e infundadas".
Em 11 de janeiro de 2024, uma audiência pública de dois dias começou no Palácio da Paz em Haia. Israel é representado por vários advogados, incluindo Malcolm Shaw e Tal Becker, e a equipe jurídica sul-africana inclui John Dugard, Adila Hassim, Tembeka Ngcukaitobi e Vaughan Lowe. Israel e a África do Sul nomearam Aharon Barak e Dikgang Moseneke, respectivamente, como juízes ad hoc.

## Processo judicial

### Decisão sobre medidas provisórias
O Tribunal Internacional de Justiça (TIJ) não chegou a pedir a Israel que suspendesse a sua campanha militar na Faixa de Gaza, tal como a África do Sul tinha solicitado. Em 26 de janeiro de 2024 foi emitida uma ordem em relação ao pedido de medidas provisórias, na qual ordenou que Israel tomasse todas as medidas para prevenir quaisquer atos que pudessem ser considerados genocidas de acordo com a Convenção sobre Genocídio de 1948 e que informasse o Tribunal sobre estes em um prazo de um mês; prevenir e punir o incitamento ao genocídio; permitir a entrada de ajuda humanitária em Gaza; e, em geral, tomar mais medidas para proteger os palestinianos.
O Tribunal alegou que "pelo menos alguns dos atos e omissões alegados pela África do Sul como tendo sido cometidos por Israel em Gaza parecem ser capazes de se enquadrar nas disposições da Convenção [do Genocídio]". Em resposta, tanto as autoridades sul-africanas como israelitas saudaram a decisão, considerando-a uma vitória para ambos os lados, enquanto alguns ministros e autoridades israelitas rejeitaram a decisão e acusaram o TIJ de preconceito anti-semita. O Tribunal também expressou "grave preocupação" sobre o destino dos reféns detidos na Faixa de Gaza e reconheceu a situação catastrófica em Gaza "com sério risco de se deteriorar ainda mais" antes de um veredito final. Espera-se que a ordem tenha impacto na conduta de Israel em Gaza; de acordo com Stephen Rapp, ex-embaixador geral dos Estados Unidos para questões de crimes de guerra, os aliados de Israel terão dificuldade em aceitar o descumprimento.
Em resposta à decisão, o então primeiro-ministro israelense, Benjamin Netanyahu, afirmou: "A acusação de genocídio levantada contra Israel não é apenas falsa, é ultrajante, e pessoas decentes em todos os lugares deveriam rejeitá-la... Israel continuará a se defender contra o Hamas, uma organização terrorista genocida." Também acrescentou o "compromisso inabalável" de Israel com o direito internacional.